# Skyper
Skyper är en 154 meter hög skyskrapa i Frankfurt, Tyskland. Byggnaden, som har 39 våningar, uppfördes 2004. Byggnaden var år 2009 på nionde plats i listan över de högsta byggnaderna i Tyskland.